# Pentidotea aculeata
Pentidotea aculeata là một loài chân đều trong họ Idoteidae. Loài này được Stafford miêu tả khoa học năm 1913.